# Райко Алексиев
Вижте пояснителната страница за други личности с името Райко Алексиев.
Райко Николов Алексиев с псевдоним Фра Дяволо е виден български художник, карикатурист, фейлетонист.
Той е неколкократен председател на Съюза на дружествата на художниците в България; сътрудник на периодичните издания „Македония“, „Барабан“, „Смях“, „Людокос“, „Българан“, „Маска“, „Зора“; основател и главен редактор на сатиричния вестник „Щурец“ (1932 – 1944). Автор е на няколко сборника с хумористични разкази и фейлетони. Участва в няколко художествени изложби.

## Биография

### Младежки години
Роден е на 7 март 1893 г. в Пазарджик в семейството на учителя Никола Алексиев, българин бежанец от Солун и на Стоянка Белопитова, сестра на участника в Априлското въстание Тодор Белопитов. Има трима братя и две сестри. Следвал е литература в Софийския университет и рисуване в Художествената академия в София. Още с появата на първия му пейзаж в „Изложба на младите“ през 1913 г. българската царица Елеонора става една от най-големите почитателки на таланта му. Същата година художникът прави пет самостоятелни изложби.

### Вестник „Щурец“
През 1932 г. основава седмичния вестник „Щурец“. Райко Алексиев сам рисува всичките му карикатури, сам пише статиите, фейлетоните и хумористичните миниатюри, като се грижи и за разпространяването му. „Щурец“ се списва в дома на художника до последния брой от 8 септември 1944 г. Тиражът му от 50 000 през всичките 12 години го държи на челно място сред родните печатни издания. Още първият брой се разграбва толкова бързо, че се налага авторът му да го допечатва. Елин Пелин, Ангел Каралийчев, Димитър Подвързачов, Димитър Талев, Стоян Чилингиров, Георги Райчев, Тома Измирлиев, карикатуристите Илия Бешков и Стоян Венев стават редовни сътрудници на „Щурец“. Вестникът не пропуска брой дори по време на Втората световна война.
Няколко от героите стават нарицателни: Генчо Завалията – тип на преследван от злополучията нещастник, Гуньо Гъсков – глуповат, но практичен младеж, Нане-Гето – шоп одумник, Отец Тарапонтий – практичен духовник.

### Семейство
През май 1932 г. свързва съдбата си с младата актриса Весела Грънчарова. Раждат им се три деца – Радослав, Веселин и Александър. След смъртта на Райко Алексиев, съпругата му е имала няколко брака, през 1965 г. успява да емигрира в чужбина и умира на 26 юни 1994 г. в Германия. Радослав почива преди нея. Веселин умира през 1996 г. Алекс Алексиев живее в САЩ, връща се в България след промените през 1989 г. и известно време е съветник на Филип Димитров.

### Обществена дейност
Като дългогодишен председател на Съюза на дружествата на художниците Райко Алексиев организира подпомагането на бедстващите си колеги, останали без покрив след бомбардировките на София. Той успял да издейства от Министерството на финансите сумата от 2 милиона лева, която спасява от гладна смърт семействата на много нещатни художници, евакуирани в различни села на страната.

### Смърт
С успехите си, а също и с нерядко жлъчния си хумор, Райко Алексиев си създава немалко врагове. В последните дни преди Деветосептемврийския преврат той е многократно предупреждаван от свои близки да напусне страната, а кумът на семейството Никола Мушанов го снабдява с дипломатически паспорти. Алексиев обаче отказва да повярва, че е в опасност и твърди:
| „ | Аз не съм политик. Аз съм показвал грешките на политиците, мъчил съм се с моите карикатури да осмея това, което вършат някои политици и е вредно за народа. Аз нямам пари в чужбина. Плащал съм редовно данъците си. На всекиго съм услужвал и съм давал с двете ръце. На никого не съм взел нищо и не съм напакостил. Аз не съм плъх, та да напускам кораба, когато той потъва. | “ |

 Непосредствено след преврата завърналият се от Чамкория в София Алексиев е арестуван от Лев Главинчев като „враг на народа“ поради широко известните му недвусмислени карикатури на Сталин. Алексиев бива пребит до смърт на 18 ноември 1944 година в София.
В документалния роман „Горещо червено“, създаден въз основа на интервюта на авторката Ивайла Александрова със съпругата на Алексиев и на проучване на архивите от Народния съд и МВР, се цитират различни версии за мъченията и края на художника, но нито една от тях не е доказана безспорно.
Погребан е в парцел 34 на Централните софийски гробища.
През март 1945 година Алексиев е осъден посмъртно заради „антисъветска“ и „прогерманска“ пропаганда от така наречения Шести върховен състав на Народния съд по Дело №6, по което са подсъдими 101 писатели, художници, журналисти, включително някои вече убити. Имуществото му е конфискувано в полза на държавата, а книгите му са забранени.
След смяната на комунистическия режим в страната през 1989 година е реабилитиран. Съюзът на българските художници отваря галерия „Райко Алексиев“.
Личният му архив се съхранява във фонд 1155К в Централен държавен архив. Той се състои от 354 архивни единици от периода 1889 – 1944 г.

## Признание
На негово име е учредена през 2002 г. национална литературна награда за хумор и сатира, връчвана от община Пазарджик. Присъжда се на всеки 3 години, на 7 март, на български писатели за цялостно литературно творчество и принос в областта на хумора и сатирата. Наградата могат да получат и чуждестранни автори за особени заслуги към популяризиране на българистиката, лично творчество в областта на хумора и сатирата, анализи и публикации, тематично свързани с България. Съществуват и съпътстващи конкурси за автори от област Пазарджик в три раздела – хумористична поезия, хумористична проза и карикатура.
На Райко Алексиев е наречена улица в квартал „Изток“ в София (Карта). На 27 февруари 2013 г. в негова чест е наречен ледник Алексиев в Антарктика.

## Галерия
- Карикатури на Райко Алексиев. Източник: ДА „Архиви“
- Карикатура по повод политическото положение на българи в Югославия, 1932 г.
- Карикатура за правата на малцинствата и Ньойския договор, 1932 г.
- Карикатура за домогванията на Англия, СССР, Германия и Италия към Балканите, 1939 г.
- Карикатура за претенциите на Сърбия, Румъния и Гърция към Западните покрайнини, Добруджа и Македония.
- „Смъртта на работа“ – политическа карикатури във връзка с комунистическите настроения в Югославия, 1915 г.
- „Чудният риболов“: карикатура, изобразяваща проф. Стоян Брашованов, президента на Ротари клуб България Любен Божков, Елин Пелин и Алексиев след среща в клуба, 1937 г.
- Карикатура изобразяваща българин в традиционно селско облекло пред коледно дърво с надпис „Амнистия“, 1919 г.
- Карикатура изобразяваща държавен мъж, вероятно министър-председателя Теодор Теодоров, застанал пред женска фигура в червена тога с лента на косата с надпис „Амнистия“, 1919 г.
- Политическа карикатура за положението в Югославия. „Нане, оти тоя сръбски дипломатин ока толкова много за два счупени джама у София? – Сигурно сака да сандардиса ората да не му търсят сметка за счупените глави у Македония“, 1931 г.
- „Как Мусолини пие боза на Балканите“
- Политическа карикатура – Уилсън и Джон Бул, подрязване цветето на мира, 1918 г.